# L’Éguille
L’Éguille – miejscowość i gmina we Francji, w regionie Nowa Akwitania, w departamencie Charente-Maritime.
Według danych na rok 1990 gminę zamieszkiwały 722 osoby, a gęstość zaludnienia wynosiła 132 osób/km² (wśród 1467 gmin regionu Poitou-Charentes L’Éguille plasuje się na 420. miejscu pod względem liczby ludności, natomiast pod względem powierzchni na miejscu 1054.).